# Giordano Angelini
Giordano Angelini (Ravenna, 28 settembre 1939) è un dirigente d'azienda e politico italiano.

## Biografia
È nato a Ravenna il 28 settembre 1939. Laureato in giurisprudenza. Viene eletto per la prima volta in Parlamento nel 1987 con il partito comunista divenuto poi PDS. Dal punto di vista professionale già da allora era in pensione. Viene rieletto in altre tre legislature, sempre come deputato. È stato, inoltre, sindaco di Ravenna. Nel 2001 viene nominato presidente della Sapir, società che opera nel porto di Ravenna con mansioni di carico e scarico.

### Incarichi parlamentari
Ha fatto parte della commissione parlamentare Trasporti e navigazione e della Commissione d'Inchiesta sul terrorismo in Italia e sulla causa della mancata individuazione dei responsabili delle stragi.

### Sottosegretario di Stato
Sottosegretario di Stato per i Trasporti e la navigazione nel primo e secondo governo di Massimo D'Alema. Incarico questo ricoperto anche nel secondo governo di Giuliano Amato.